# Cantone di Dangé-Saint-Romain
Il Cantone di Dangé-Saint-Romain era una divisione amministrativa dell'arrondissement di Châtellerault.
È stato soppresso a seguito della riforma complessiva dei cantoni del 2014, che è entrata in vigore con le elezioni dipartimentali del 2015.
Comprendeva i comuni di:
- Buxeuil
- Dangé-Saint-Romain
- Ingrandes
- Leugny
- Les Ormes
- Oyré
- Port-de-Piles
- Saint-Rémy-sur-Creuse